# جبل طابونة
جبل طَابُونَة جبل يقع بشمال الجمهورية التونسية بولاية بنزرت، جنوب غربي مدينة سجنان. يبلغ ارتفاعه 564 م.